# Aleš Hrdlička
Aleš Hrdlička, Ales Hrdlicka (ur. 29 marca 1869, zm. 5 września 1943) – czeski antropolog fizyczny i lekarz patolog. Większą część swojego życia spędził poza granicami Czech, gdzie oprócz pracy naukowej poświęcał się także wspieraniu i organizacji życia społecznego Czechów mieszkających w Stanach Zjednoczonych.

## Życiorys
Hrdlička ukończył studia medyczne w New York Eclectic Medical College (1892) oraz w New York Homeopatic College (1894). Znajomości z zakresu teorii antropologii uzyskał na paryskiej École d’Anthropologie (1896). Praktyczne umiejętności zdobył zaś w Pathological Institute w Nowym Jorku. W przeciągu czterech lat od kiedy w 1903 roku objął kierownictwo sekcją antropologii fizycznej w National Museum of Natural History w Waszyngtonie stworzył z niej centrum nowoczesnej, amerykańskiej antropologii fizycznej i paleoantropologii oraz wyposażył ją w bogate zbiory osteologiczne. W 1918 r. zaczął wydawać czasopismo „American Journal of Physical Anthropology”, a w 1930 założył Amerykańską Społeczność Antropologów Fizycznych.

## Znaczenie
Hrdlička interesował się szerokim spektrum zagadnień z zakresu antropologii. W latach 1899–1902 przeprowadził cztery badania pomiędzy Indianami południowego zachodu USA i północnego Meksyku. Z czasem zaczął się poświęcać przede wszystkim studiom nad pochodzeniem Indian, wiekiem populacji indiańskich i obszarami występowania poszczególnych populacji. Na podstawie materiału kostnego oraz artefaktów pozyskanych z różnych miejsc Ameryki Północnej, Azji Środkowej, Chin i Mandżurii sformułował w latach 1907-1912 hipotezę o pojawieniu się pierwszych ludzi na kontynencie amerykańskim pod koniec plejstocenu. Hrdlička brał udział także w wyprawach antropologicznych i medycznych na Morawach, Jawie, w Południowej Afryce, w Indiach, Peru, Argentynie i Australii. W celu potwierdzenia swojej teorii przeprowadzał szereg badań archeologicznych nad rzeką Jukon na Alasce (1926-1930), wyspie Kodiak (1931-1934) i Aleutach (1935-1938). Hrdlička planował również prowadzenie badań na obszarze Związku Radzieckiego, jednakże wybuch II wojny światowej pokrzyżował jego plany.
Hrdlička był przekonany o tym, że człowiek neandertalski jest bezpośrednim przodkiem współczesnego człowieka. Swoją błędną hipotezę próbował potwierdzać badaniami uzębienia neandertalczyków i współczesnych ludzi, ze szczególnym uwzględnieniem siekaczy. Swoje argumenty przedstawił w pracy Neandertalska faza człowieka (1927).
W dorobku naukowym Hrdlički znajduje się ponad 300 prac w większości napisanych po angielsku. Jego dzieła w okresie II wojny światowej były na obszarze faszystowskiej Europy zakazane ze względu na ich antyrasistowską wymowę. W 1930 roku czeski antropolog Jindřich Matiegka otworzył Muzeum Człowieka Aleša Hrdlički przy Uniwersytecie Karola w Pradze, którego fundatorem był sam Hrdlička. W muzeum tym mieszczą się zbiory dokumentujące rozwój biologiczny człowieka.

## Twórczość

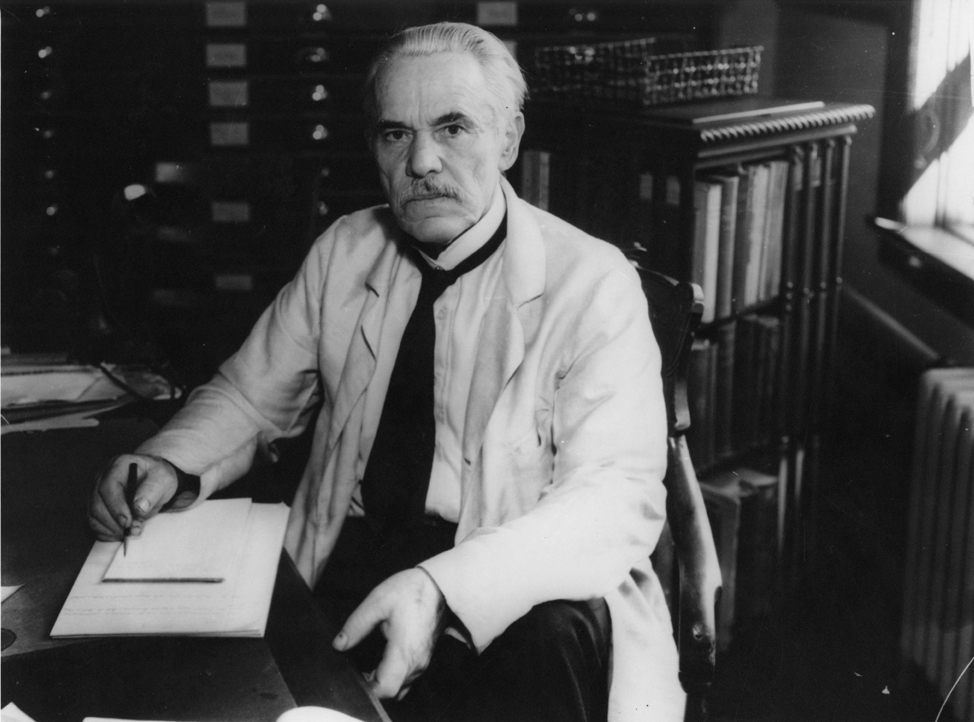
Aleš Hrdlička (1930)

- 1908 – Physiological and Medical Observations Among the Indians of Southwestern United States and Northern Mexiko.
- 1915 – Evolution of Man in the light of recent discoveries and its relation to medicine.
- 1916 – Goiter among the Indians among the Missouri.
- 1919 – Physical Anthropology.
- 1920 – Anthropometry.
- 1924 – O původu a vývoji lidstva i budoucnosti lidstva (razem z B. Kočím).
- 1925 – Old Americans.
- 1927 – Anthropology and Medicine.
- 1930 – The Skeletal Remains of Early Man (Waszyngton).
- 1938 – America and Czechoslovakia (Praga: Ministerstvo zahraničních věcí).
- 1943 – Alaska Diary (1926-1931) (Lancaster: The Jaques Cattell Press).
- 1947 – Practical Anthropometry (Filadelfia).